# Foenatopus yangi
Foenatopus yangi  (лат.) — вид наездников рода Foenatopus из семейства Stephanidae. Китай (Гуандун). Таксон был назван в честь профессора Чжуна Янга (Prof. Zhong-qi Yang; Museum of Chinese Academy of Forestry, Пекин, Китай), нашедшего типовую серию.

## Описание
Эндопаразиты насекомых. Длина тела самок 13,4 мм (самцы — 7-9,5 мм), длина переднего крыла 6,7 мм. Жгутик усика самок 29-члениковый. От близких видов отличается следующими признаками: лоб с 3 желтоватыми отметинами, яйцеклад равен 0,9 от длины тела, верх головы тонко поперечно бороздчатый. 
Основная окраска тела коричнево-чёрная. Шея спереди выемчатая, с мелкими бороздками; задняя часть пронотума градуально сливается с оставшейся частью переднеспинки; метаплеврон узкий; жилка 2-SR и 2-SR+M переднего крыла отсутствует; жилка 2-CU1 переднего крыла редуцирована; задние голени сплющены в базальной части; задние лапки самок 3-члениковые.